# 2014 في روسيا
فيما يلي قوائم الأحداث التي وقعت خلال عام 2014 في روسيا.

## أحداث
- 7 مارس – الألعاب البارالمبية الشتوية 2014
- 20 أكتوبر – حادث طائرة داسو فالكون 50
- 7 فبراير – الألعاب الأولمبية الشتوية 2014

## رياضة
- 15 مايو – ملعب سنترال
- 28 نوفمبر – بطولة العالم للشطرنج 2014 الفائز ماغنوس كارلسن.

## أفلام
من الأفلام التي صدرت هذه السنة في روسيا:
- 1 يناير – غير ودود من إخراج ليفان جابريادزي.
- 6 يونيو – الأحمق من إخراج يوري بيكوف.

## برامج ومسلسلات وأنمي
- 1 ضد 100

### مارس
- 7 مارس – أناتولي كوزنيتسوف (مواليد 1930)

### أبريل
- 10 أبريل – اناتولي سكوروكوف (مواليد 1935) فيزيائي روسي.
- 26 أبريل – غيورغي أدلسن-فالسكي (مواليد 1922) رياضياتي روسي.

### مايو
- 30 مايو – إيفان نوفيكوف (مواليد 1916)

### يونيو
- 2 يونيو – غينادي غوساروف (مواليد 1937) لاعب كرة قدم روسي.

### أغسطس
- 23 أغسطس – ألكسي افاناسييف (مواليد 1936)